# 78394 Garossino
78394 Garossino este un asteroid din centura principală de asteroizi.

## Descriere
78394 Garossino este un asteroid din centura principală de asteroizi. A fost descoperit pe 9 august 2002 la Haleakala de Andrew Lowe. Asteroidul prezintă o orbită caracterizată de o semiaxă mare de 2,44 ua, o excentricitate de 0,09 și o înclinație de 5,6° în raport cu ecliptica.